# Мисливець за розумом: усередині елітного підрозділу серійних злочинів ФБР
«Мисливець за розумом: усередині елітного підрозділу серійних злочинів ФБР» (англ. Mindhunter: Inside the FBI's Elite Serial Crime Unit) — кримінальна нон-фікшн книга 1995 року, яку написав відставний агент ФБР Джон Дуглас та його співавтор Марк Олшейкер.

## Опис
У книзі детально описано «особово-кримінальне профілювання» серійних та масових убивць, яку він розробив протягом десятиліть інтерв'ювання злочинців. Книга містить профілі вбивці дітей в Атланті, Уейна Вільямса, Едмунда Кемпера, Роберта Хансена та Ларрі Джина Белла та пропонує проактивні кроки щодо залучення винуватців звернення до поліції.

## Адаптація
У 2017 році Netflix розпочала виробництво серіалу «Мисливець за розумом» і черпала натхнення в значній мірі з книги.